# Fritz-Reuter-Straße 18 (München)

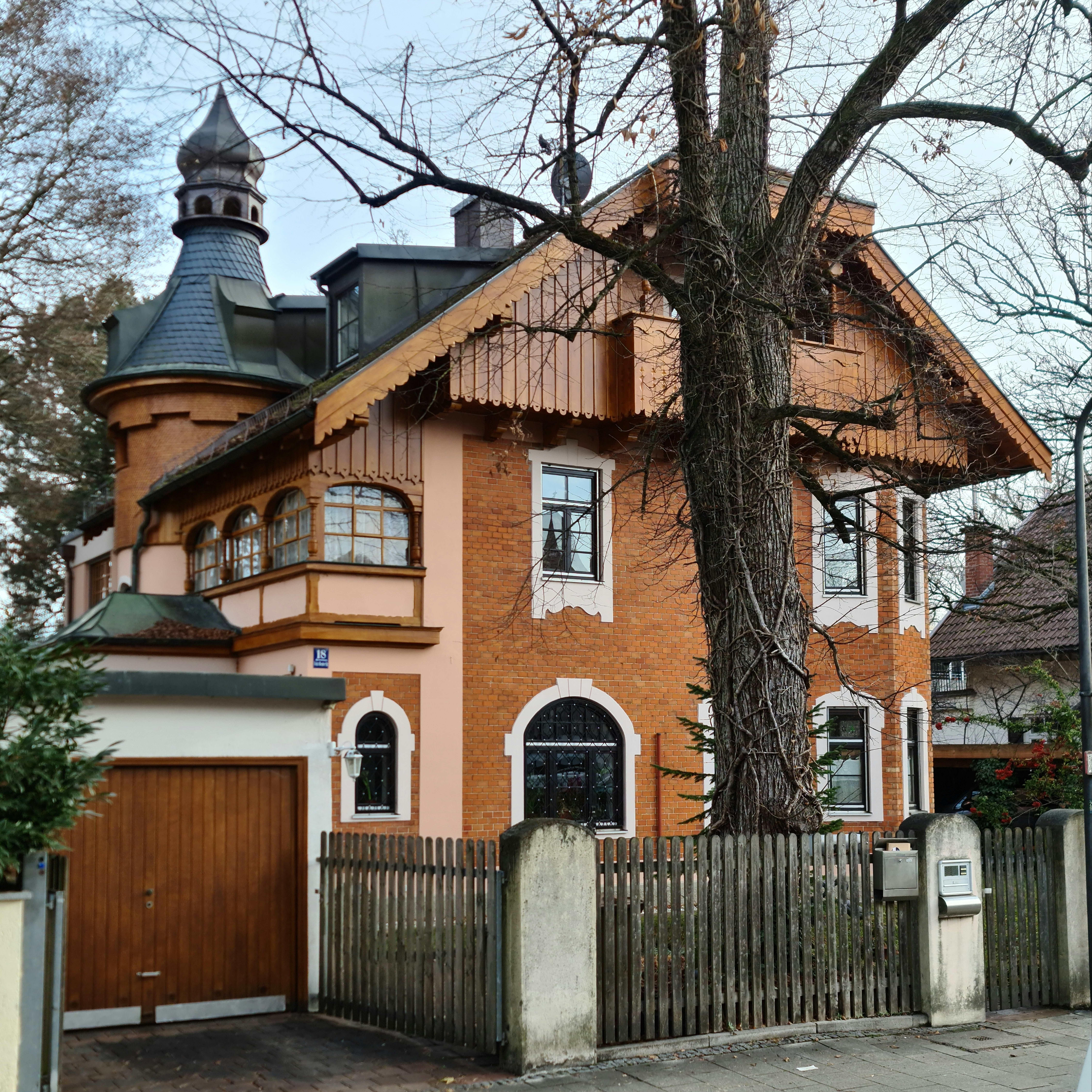
Villa Fritz-Reuter-Straße 18 im Stadtteil Pasing von München

Das Gebäude Fritz-Reuter-Straße 18 im Stadtteil Pasing der bayerischen Landeshauptstadt München wurde 1896 errichtet. Die Villa in der Fritz-Reuter-Straße, die zur Frühbebauung der Villenkolonie Pasing I gehört, ist ein geschütztes Baudenkmal.
Der zweigeschossige Krüppelwalmdachbau, mit Treppenturm und Zwiebelhaube, polygonalem Eckerker, holzverschaltem Giebel mit Balkonnische und Anbau mit Holzlaube wurde nach Plänen des Architekturbüros August Exter im Heimatstil errichtet.
Das Haus gehört einem standardisierten Typus des Architekturbüros an, der in den Pasinger Villenkolonien noch zwei Mal vorkommt: August-Exter-Straße 21 und Marschnerstraße 33.
Im Grundriss legen sich die Räume dreiseitig um das Treppenhaus. Der rückwärtige Anbau und der Windfang wurden 1927 angefügt. Das Haus wurde 1984 renoviert.